# Amy Roko
Amy Roko (Aràbia Saudita, 1992) és el pseudònim d'una humorista saudita que oculta públicament la seva identitat coberta amb un nicab. Se sap d'ella que és estudiant de medicina i viu a Riad. Ha aconseguit convertir-se en un referent al seu país i al món àrab amb milers de seguidors creant vídeos curts i distribuint-los a través de les xarxes socials Instagram i Vine, en els quals critica amb clau d'humor la vida quotidiana a Aràbia Saudita. En els vídeos comenta qüestions prohibides en la societat saudita tractant amb humor la condició de les dones saudites, però mai no tracta qüestions de religió ni política.

## El nicab i la veu com a elements de transgressió
Va començar durant unes vacances d'estiu enviant els seus vídeos a les amigues per a fer-les riure i distreure-les. A causa de l'èxit va decidir pujar els vídeos a la xarxa social Vine -la seva primera entrada és de març de 2014- i poc després a Instagram. En pocs mesos va aconseguir gairebé mig milió de seguidors a Instagram i 60.000 a Vine amb milers de comentaris.
Considera que fer escoltar una veu segura de dona a través del tradicional nicab ja és un desafiament a la situació de les dones a Aràbia Saudita per a una societat acostumada a veure a les dones amb nicab en silenci: «No odio els homes, el meu objectiu és fer que la meva veu arribi a totes les noies joves despistades».
A causa de la seva popularitat a les xarxes socials explica que ha rebut algunes amenaces i que algunes persones fan fotos de la seva casa però no considera que aquestes amenaces siguin «molt greus». El 2016 va ser inclosa per la BBC a la llista de les 100 Dones més «influents i inspiradores» de l'any.